# Clase Satsuma

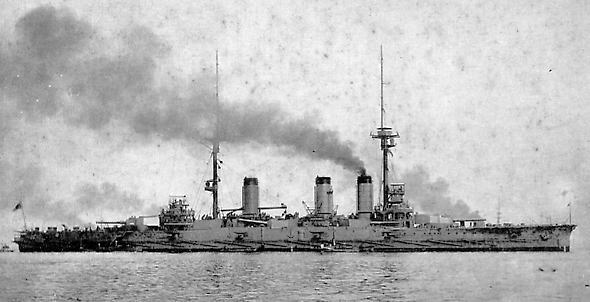
Acorazado japonés Aki.

La clase Satsuma fueron diseñados como los primeros acorazados monocalibre del mundo, pero terminados con la batería principal mezclada con piezas de 254 mm. y 305 mm., debido a las escasez de cañones de 305 mm. Ordenados como barcos gemelos, el Aki  fue retrasado por no disponerse de un muelle de construcción. Como resultado del retraso fue terminado con numerosas mejoras en la maquinaria y el armamento respecto al primer miembro de la clase, el Satsuma. Cada uno tenía piezas antiaéreas de 80 mm agregadas durante la Primera Guerra Mundial. Ambos barcos fueron desarmados y gastados como objetivos en 1922-1924 de acuerdo con los términos del Tratado Naval de Washington de 1922.